# Статуя виконта Монтгомери (Лондон)
Памятник фельдмаршалу Монтгомери — статуя известного военачальника времён 2-й Мировой войны, установленная у главного здания Министерства обороны Великобритании в Уайтхолле, Лондон. Автор памятника Оскар Немон.
Памятник установлен рядом со статуями двух других британских фельдмаршалов времён 2-й Мировой войны Уильяма Слима, 1-го виконта Слима и Алана Брука, 1-го виконта Аланбрука. Бернард Монтгомери в 1946 году также получил титул 1-го виконта Монтгомери Аламейнского.

## Описание
На лицевой стороне бронзового постамента написано: «Monty, Field Marshal, Viscount Montgomery of Alamein, KG GCB DSO, 1887—1976». На оборотной стороне указаны даты его важнейших назначений:

1942-44, командующий 8-й армией в Северной Африке и Италии.
1944-45, 21-я группа армий, Северо-Западная Европа.
1946-48, начальник Императорского Генерального штаба.
1951-58, заместитель Верховного главнокомандующего союзных держав в Европе.

Возведен товарищами по оружию и друзьями